# Operazione Baytown

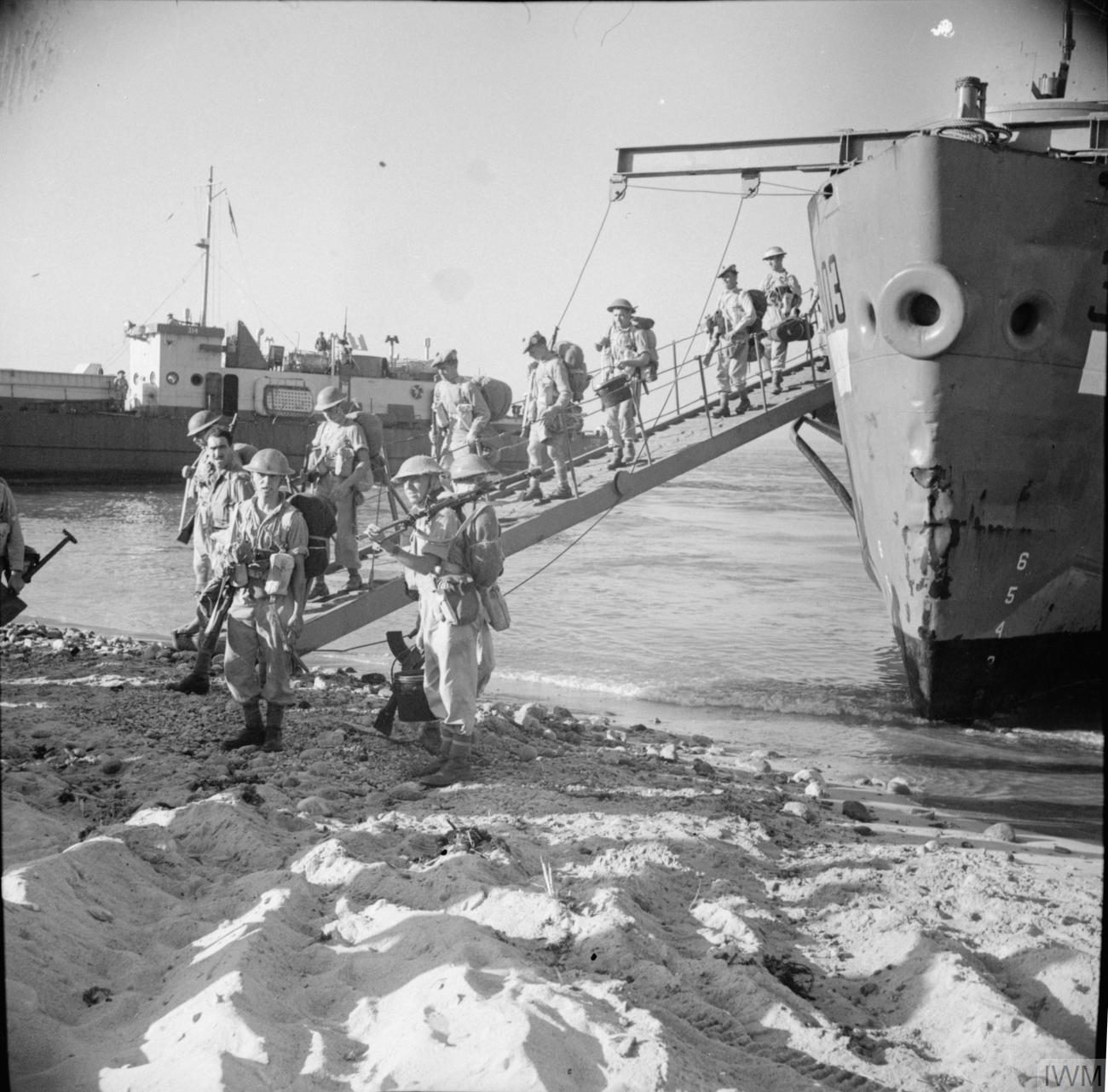
Sbarco di reparti di fanteria britannica a Reggio Calabria, il 3 settembre 1943.

L'operazione Baytown fu una parte della campagna d'Italia durante la seconda guerra mondiale, iniziata il 3 settembre 1943. Gli ordini per questa operazione furono impartiti il 16 agosto.

## Premesse
L'operazione consisteva nello sbarco a Reggio Calabria del XIII Corpo d'armata, dell'8ª Armata britannica e della 1ª Divisione canadese. Ciò consentì alle forze Alleate di ottenere una testa di ponte nella punta dello stivale d'Italia. Altro scopo di questo sbarco era quello di fermare eventuali nemici in fuga. L'operazione venne decisa fin dal 14 agosto 1943, allorquando si constatò che il porto di Messina era inservibile a causa dei sabotaggi tedeschi e, per il grosso delle forze, era difficile raggiungere la città dello Stretto a causa del fatto che nella strada statale tra Catania e Messina i tedeschi in ritirata avevano fatto saltare in aria con la dinamite alcuni ponti come quello sul fiume Agrò.

## Pianificazione
Nella cittadina costiera di Santa Teresa di Riva, vennero insediati l'Ufficio di coordinamento delle operazioni navali, il Ferlo (Force Embarkation Royal Landing Officers) e un punto di osservazione e di comando degli ufficiali, nel mare antistante alla cittadina come risulta dalla Storia del Servizio Medico Canadese, venne ancorata una nave ospedale. L'8ª Armata britannica e della 1ª Divisione canadese, per raggiungere Reggio Calabria, salparono dal litorale ionico siciliano nelle prime ore del mattino del 3 settembre 1943, secondo la seguente ripartizione:
- dal porto di Catania partirono le navi e i mezzi da sbarco più grandi, Landing Craft Infantry (LCI) e Landing Ship Tank (LST);
- dalla spiaggia di Santa Teresa di Riva, situata a circa 25 km di mare dalla costa calabra, salparono alla volta di Reggio Calabria i mezzi da imbarco medi, i Landing Craft Mechanized (LCM);
- mentre dalla spiaggia di Mili Marina, posta a soli 7 km dalla Calabria, partirono i Landing Craft Assault (LCA), ossia i più piccoli mezzi da sbarco che trasportavano le truppe di assalto.

Pattuglie di squadre speciali d'assalto sbarcarono sulla costa meridionale della Calabria ed in particolare a Bova Marina nelle notti tra il 26 e il 29 agosto, con il fine di distrarre l'attenzione del nemico sugli approdi effettivi. Il 27 agosto, venne ultimata la preparazione dei mezzi da sbarco presso il porto di Augusta. Il 29 agosto, i canadesi della 3ª Canadian Infantry Brigade, (costituita da Le Royal 22e Regiment, The Carleton and York Regiment e The West Nova Scotia Regiment) si trasferì ad Augusta per l'imbarco degli equipaggi e dei mezzi da sbarco che dovevano essere utilizzati nell'assalto. Le spiagge strette, l'oscurità della sponda calabra e le forti correnti dello Stretto, costrinsero la Marina Britannica ad installare luci di transito fisse e fari sulla sponda siciliana (sulle spiagge di Santa Teresa di Riva e di Mili Marina) ed inoltre fu previsto lo sparo di proiettili traccianti per meglio individuare le spiagge d'assalto.
Il 31 agosto, appena 17 giorni dopo l'inizio della pianificazione, l'operazione Baytown era pronta per l'esecuzione. Durante il pomeriggio del 1º settembre due reggimenti della 3ª Brigata Canadese (il The West Nova Scotia Regiment (I) e il Caletont & York Regiment) furono spostati a Catania dove si imbarcarono a tarda sera sui mezzi da sbarco più grandi e pesanti, giungendo a Mili Marina la mattina del 2 settembre. Il battaglione di riserva della 3ª Canadian Infantry Brigade si trasferì a sua volta a Catania il 2 settembre e li si imbarcò per unirsi al convoglio d’assalto. Unità della 1ª Canadian Infantry Brigade si spostarono alle loro aree di assemblaggio tra Taormina e le spiagge d'imbarco di Santa Teresa di Riva, dove vi era il quartier generale. Il 2 settembre la 2ª Canadian Infantry Brigade lasciò Militello, seguendo lo stesso percorso, per imbarcarsi sulla spiaggia di Santa Teresa. Grande attenzione era stata prestata, non solo con ricognizioni preliminari, ma anche con l'organizzazione di un rigido controllo del traffico lungo la strada costiera orientale. Per la buona riuscita dell'operazione, era fondamentale che si nascondesse al nemico la preparazione delle due divisioni d'assalto. Per tutta la calda giornata del 2 settembre le truppe a Mili Marina e a Santa Teresa aspettarono le tenebre per il primo attacco sulla terraferma dell'Europa. L'ombra delle colline della Valle d'Agrò, durante la giornata, fornì rifugio per le truppe e un po' di respiro dal sole. Gli uomini furono allineati nei pressi della foce della fiumara d'Agrò, nei loro gruppi seriali e con le loro attrezzature in modo che l'imbarco fosse rapido e preciso. Alle ore 4:30 del 3 settembre 1943 (giornata che avrebbe segnato anche la firma dell’armistizio italiano) iniziò un forte bombardamento nel tratto di costa tra Reggio e Villa San Giovanni e alle 5:40 sbarcarono sulle coste calabre due divisioni dell'8ª armata (una inglese e una canadese). La resistenza tedesca fu pressoché nulla poiché le truppe si erano ritirate nell'interno montagnoso della Calabria e avevano deciso di organizzare le difese più a nord. Alle 7:30 salparono le altre imbarcazioni da Santa Teresa di Riva e si concluse così l'imbarco.
Lo sbarco dell'8ª Armata era mal pianificato: troppo distante (500 km) da Salerno e all'estremo di una rotabile stretta, che passava per le montagne. La risalita degli Alleati proseguì senza troppe difficoltà, a parte l'incontro con un puma scappato dallo zoo di Reggio Calabria e la tattica della "terra bruciata", effettuata dai nazisti in ritirata.
I soldati delle Divisioni Costiere, male armati e demoralizzati dai pesanti bombardamenti aeronavali dei giorni precedenti, si arresero senza opporre resistenza allo sbarco. Più nell'interno, sull'Aspromonte, le truppe del Commonwealth incontrarono invece maggiore opposizione da parte dei paracadutisti della 185º Reggimento fanteria paracadutisti "Folgore", che furono tuttavia sopraffatti dopo duri combattimenti.
All'operazione Baytown seguirono nei giorni successivi altre due operazioni, il 9 settembre: l'operazione Slapstick, ovvero lo sbarco a Taranto, e lo sbarco a Salerno.